# Josep Pastor Catalán
Josep Pastor Catalán   (Alacant, 14 de febrer de 1906 - valor desconegut) va ser un boxejador valencià que va competir durant la dècada de 1920. El 1924 va prendre part en els Jocs Olímpics de París, on disputà la categoria del pes gall, del programa de boxa. Quedà eliminat en els vuitens de final.